# Global (empresa)
Global (também conhecida como Global Media & Entertainment) é uma empresa de mídia britânica fundada em 2007. É proprietária da maior empresa de rádio comercial da Europa, tendo se expandido por meio de uma série de aquisições históricas, incluindo Chrysalis Radio, GCap Media e GMG Radio.Possui e opera sete marcas de rádio principais, todas empregando uma estratégia de rede nacional.
A Global também opera uma das principais empresas de publicidade externa no Reino Unido por meio de sua divisão Outdoor.

## Eventos
A Global produz mais de 150 eventos para suas marcas de rádio anualmente. Estes incluem Summertime Ball e Jingle Bell Ball da Capital FM, Heart Live e Classic FM Live no Royal Albert Hall. Também produz seu próprio Global Awards, que reconhece as canções mais populares de suas estações de rádio.
Em março de 2018, a Global lançou a premiação The Global Awards, celebrando as estrelas da música, notícias e entretenimento de todos os gêneros no Reino Unido e em todo o mundo.